# Lunário Perpétuo
Nota: se você procura o almanaque popular de Jerónimo Cortés, consulte Lunario Perpetuo.
Lunário perpétuo é um álbum e CD / DVD e espetáculo do artista Antônio Nóbrega lançado em 2002. Nele canta-se o romance de Riobaldo e Diadorim, baseado na obra Grande Sertão: Veredas, do escritor Guimarães Rosa e a música que dá nome ao álbum, Lunário Perpétuo. 

## Músicas
1. O rei e o palhaço - (Bráulio Tavares, Antônio Nóbrega)
2. Ponteio acutilado - (Antônio Nóbrega)
3. Romance da filha do imperador do Brasil - (Ariano Suassuna, Antônio Nóbrega)
4. Carrosel do destino - (Bráulio Tavares, Antônio Nóbrega)
5. Romance da Nau Catarineta - (Toadas populares, Romance tradicional recriado por Ariano Suassuna)
6. Canjiquinha - (Lourival Oliveira)
7. A morte do Touro Mão de Pau - (Ariano Suassuna, Antônio Nóbrega)
8. Pagão - (Pixinguinha)
9. Excelência - (Toadas populares, Recriação literária de Ariano Suassuna)
10. Meu foguete brasileiro - (Bráulio Tavares, Antônio Nóbrega)
11. Luzia no frevo - (Antonio Sapateiro)
12. Delírio - (Antonio José Madureira)
13. Lágrimas de um folião - (Levino Ferreira)
14. Romance de Riobaldo e Diadorim - (Wilson Freire, Antônio Nóbrega)
15. Lunário Perpétuo - (Bráulio Tavares, Wilson Freire, Antônio Nóbrega)

## Ficha Técnica do DVD
Direção: Walter Carvalho
Direção artística: Antônio Nóbrega
Direção musical: Antônio Nóbrega
Músicos: 
- Antônio Nóbrega: acordeon;
- Daniel Allain: sopros;
- Edmilson Capeluppi: cordas;
- Edson Alves: cordas;
- Eugênia Nóbrega: sopros;
- Gabriel Almeida: percussão;
- Mário Gaiotto: percussão;
- Zezinho Pitoco: sopros e percussão;
- Rosane Almeida: dançarina

Artistas convidados: 
- Cleiton Salustiano Soares;
- Edielson;
- João Salustiano Soares;
- José Grimário
- Manoel Salustiano Soares Filho
- Mestre Salustiano;
- Pedro Salustiano;
- Wellington dos Santos Soares